# Gaio Sulpicio Camerino
Gaio Sulpicio Camerino (fl. IV secolo a.C.) è stato un politico romano.

## Tribunato consolare
Nel 382 a.C. fu eletto tribuno consolare con Spurio Papirio Crasso, Lucio Papirio Crasso, Servio Cornelio Maluginense, Quinto Servilio Fidenate e Lucio Emilio Mamercino.
Lucio e Spurio comandarono le legioni romane che sconfissero gli abitanti di Velletri, e i contingenti di Prenestini, giunti per aiutarli, mentre a Gaio, con gli altri tribuni, fu dato il comando delle forze lasciate a Roma, a difesa della città.